# Blohm & Voss Bv P.194

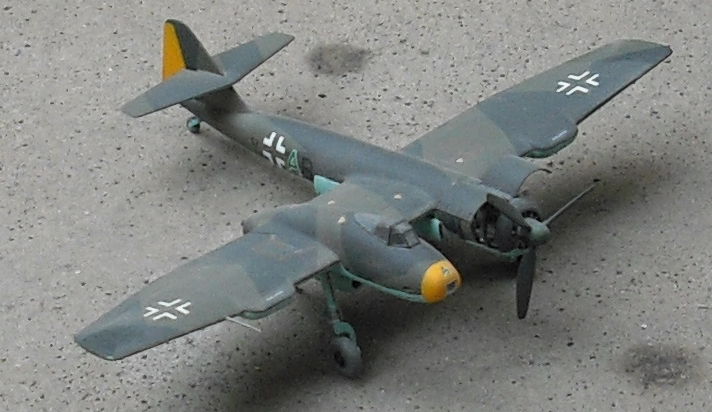
Model van de P.194

De Bv P.194 is een project voor een vliegtuig dat verschillende taken, zoals verkenningsvliegtuig, duikbommenwerper, zwaar jachtvliegtuig en jachtvliegtuig, moest kunnen uitvoeren en dat werd ontwikkeld door de Duitse vliegtuigbouwer Blohm und Voss.

## Ontwikkeling
Het project stond onder leiding van Dr. Richard Vogt. Op het ogenblik dat men het project opstartte was men bij Blohm und Voss al aan het werk aan een aantal projecten voor asymmetrische ontwerpen zoals de Bv 141, Bv P.237 en Bv P.179. Er werd in dit ontwerp van zowel een zuigermotor als straalmotor gebruikgemaakt. Het ontwerp werd in maart 1944 ingeleverd.
Men maakte binnen dit project een aantal verschillende ontwerpen maar de basisconstructie was voor alle ontwerpen gelijk. In de constructie werd veel gebruikgemaakt van staal. Dit was zo dik uitgevoerd dat men het elektrisch kon worden gelast in plaats van geklonken. De romp was van staal gemaakt en de liggers van de vleugels dienden ook als brandstoftanks. Ze waren gepantserd uitgevoerd en konden 2.100 lt bevatten.
De zuigermotor was een BMW 801D-stermotor die in de neus van de romp was geplaatst. Deze was voorzien van een driebladige propeller met een diameter van 3,50 m. De Junkers Jumo 004-straalmotor was in de achterkant van de cockpitgondel geplaatst. De luchtinlaat bevond zich onder de gondel. Het hoofdlandingsgestel werd buitenwaarts in de vleugels opgetrokken.
De vleugels en het richtingsroer waren van duraluminium vervaardigd. In de stuurboordvleugel was een gondel aangebracht die de cockpit bevatte. Deze kon worden losgekoppeld van de binnen- en buitenvleugel. Het voorste deel van de gondel was gepantserd uitgevoerd.
De bewapening bestond uit twee 30mm-MK103-kanonnen met 140 schoten elk en twee 20mm-MG151/20-kanonnen met 500 schoten elk in de onderkant van de gondel. Er was een intern bommenruim in de romp aangebracht.

## Uitvoeringen

### Bv P.194.01.02
Bij deze uitvoering kon een van de 30mm-MK103-kanonnen worden vervangen door een 55mm-MK412-kanon. De straalmotor was iets lager in de gondel geplaatst en de luchtinlaat was platter uitgevoerd.

### Bv P.194.02.01
De straalmotor was direct achter de cockpit geplaatst. De luchtinlaten waren aan weerszijden van de romp geplaatst. De staartsectie was aangepast. De neus van de cockpit was opnieuw ontworpen.

### Bv P.194.00.101
Tweepersoonsuitvoering waarin de piloot en waarnemer/radio-operator rug aan rug in de cockpit zaten. De motoren waren gelijk aan die van de P.194.01.02.
Door de oorlogssituatie werd het ontwerp niet verder uitgewerkt.

## Technische specificaties Bv P.194.01
Afmetingen
- Spanwijdte: 15,30 m
- Lengte: 11,80 m
- Hoogte: 3,64 m
- Vleugeloppervlak: 36,40 m²

Gewichten
- Leeg: 6.500 kg
- Brandstof: 730 kg, 1.000 kg met straalmotor
- Startgewicht: met BMW 003 straalmotor: 9.150 kg, met Jumo 004 straalmotor: 9.330 kg